# Nova Zelândia nos Jogos Olímpicos de Inverno de 2010

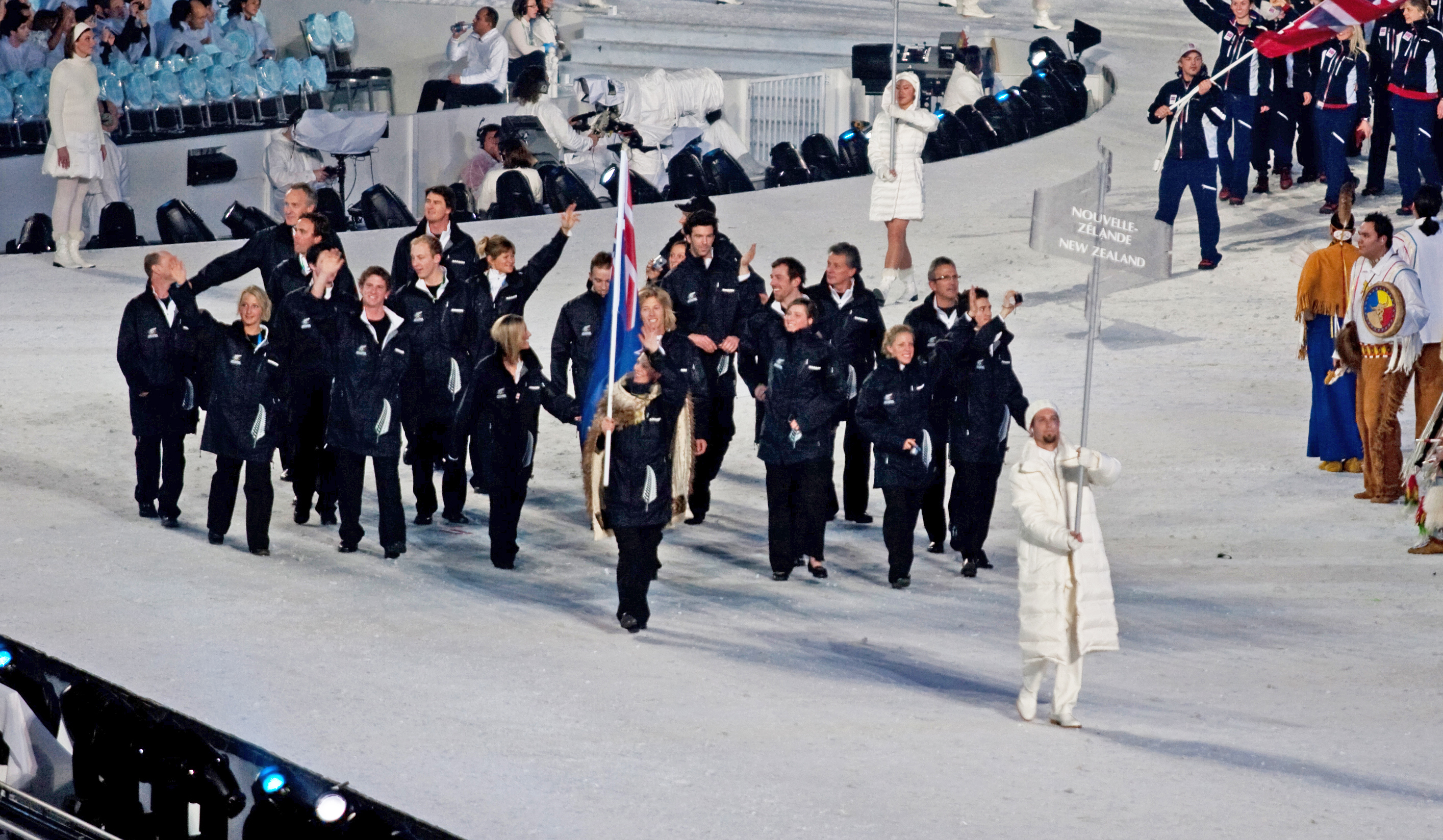
Delegação neozelandesa durante a cerimônia de abertura.

A Nova Zelândia participou dos Jogos Olímpicos de Inverno de 2010, realizados na cidade de Vancouver, no Canadá. O país estreou em Olimpíadas de Inverno em 1952 e participa regularmente desde os Jogos de 1968.

## Desempenho

### Biatlo
Feminino
| Atleta       | Evento     | Final   | Final       | Final   |
| Atleta       | Evento     | Tempo   | Penalidades | Posição |
| ------------ | ---------- | ------- | ----------- | ------- |
| Sarah Murphy | Velocidade | 23:49.7 | 3 (2+1)     | 82º     |
| Sarah Murphy | Individual | 52:54.9 | 6 (1+2+0+3) | 82º     |

### Esqui alpino
Masculino
| Atleta      | Evento         | Corrida 1 | Corrida 2   | Total       | Pos.        |
| ----------- | -------------- | --------- | ----------- | ----------- | ----------- |
| Tim Cafe    | Super-G        | 1:35.55   |             |             | 38º         |
| Ben Griffin | Super-G        | DNF       |             |             | DNF         |
| Ben Griffin | Slalom gigante | DNF       | Não avançou | Não avançou | Não avançou |

### Esqui cross-country
Feminino
| Atleta           | Evento                | Qualificatória | Qualificatória | Quartas-de-final | Quartas-de-final | Semifinal   | Semifinal   | Final       | Final       |
| Atleta           | Evento                | Tempo          | Pos.           | Tempo            | Pos.             | Tempo       | Pos.        | Tempo       | Pos.        |
| ---------------- | --------------------- | -------------- | -------------- | ---------------- | ---------------- | ----------- | ----------- | ----------- | ----------- |
| Katherine Calder | 10 km livre           |                |                |                  |                  |             |             | 28:50.9     | 62º         |
| Katherine Calder | Perseguição combinada |                |                |                  |                  |             |             | DNS         | DNS         |
| Katherine Calder | Velocidade            | 4:03.11        | 47º            | Não avançou      | Não avançou      | Não avançou | Não avançou | Não avançou | Não avançou |

Masculino
| Atleta    | Evento                | Qualificatória | Qualificatória | Quartas-de-final | Quartas-de-final | Semifinal | Semifinal | Final     | Final |
| Atleta    | Evento                | Tempo          | Pos.           | Tempo            | Pos.             | Tempo     | Pos.      | Tempo     | Pos.  |
| --------- | --------------------- | -------------- | -------------- | ---------------- | ---------------- | --------- | --------- | --------- | ----- |
| Ben Koons | 15 km livre           |                |                |                  |                  |           |           | DNS       | DNS   |
| Ben Koons | Perseguição combinada |                |                |                  |                  |           |           | LAP       | 56º   |
| Ben Koons | Largada coletiva      |                |                |                  |                  |           |           | 2:21:53.9 | 46º   |

### Esqui estilo livre
Feminino
| Atleta         | Evento    | Preliminar | Preliminar | Oitavas | Quartas     | Semifinal   | Final       | Final |
| Atleta         | Evento    | Tempo      | Pos.       | Posição | Posição     | Posição     | Posição     | Pos.  |
| -------------- | --------- | ---------- | ---------- | ------- | ----------- | ----------- | ----------- | ----- |
| Michelle Greig | Ski cross | 1:22.52    | 30º        | 4º      | Não avançou | Não avançou | Não avançou | 30º   |

### Patinação de velocidade
Masculino
| Atleta       | Evento      | Corrida 1 | Corrida 1 | Corrida 2 | Corrida 2 | Final   | Final |
| Atleta       | Evento      | Tempo     | Pos.      | Tempo     | Pos.      | Tempo   | Pos.  |
| ------------ | ----------- | --------- | --------- | --------- | --------- | ------- | ----- |
| Shane Dobbin | 5000 metros |           |           |           |           | 6:33.38 | 17º   |

### Patinação de velocidade em pista curta
Masculino
| Atleta           | Evento      | Preliminar | Preliminar | Quartas     | Quartas     | Semifinal   | Semifinal   | Final       | Final       |
| Atleta           | Evento      | Tempo      | Pos.       | Tempo       | Pos.        | Tempo       | Pos.        | Tempo       | Pos.        |
| ---------------- | ----------- | ---------- | ---------- | ----------- | ----------- | ----------- | ----------- | ----------- | ----------- |
| Blake Skjellerup | 500 metros  | 42.510     | 3º         | Não avançou | Não avançou | Não avançou | Não avançou | Não avançou | Não avançou |
| Blake Skjellerup | 1000 metros | 1:27.875   | 2º         | 1:27.374    | 4º          | Não avançou | Não avançou | Não avançou | Não avançou |
| Blake Skjellerup | 1500 metros | 2:14.730   | 5º         |             |             | Não avançou | Não avançou | Não avançou | Não avançou |

### Skeleton
| Atleta            | Evento    | 1ª corrida | 2ª corrida | 3ª corrida | 4ª corrida | Total   | Pos. |
| ----------------- | --------- | ---------- | ---------- | ---------- | ---------- | ------- | ---- |
| Tionette Stoddard | Feminino  | 55.85      | 55.93      | 55.02      | 54.89      | 3:41.69 | 14º  |
| Iain Roberts      | Masculino | 55.21      | 57.58      | DNS        | DNS        | DNS     | DNS  |
| Ben Sandford      | Masculino | 53.11      | 53.32      | 52.90      | 53.26      | 3:32.59 | 11º  |

### Snowboard
Halfpipe
| Atleta           | Evento    | Qualificatória | Qualificatória | Qualificatória | Semifinal   | Semifinal   | Semifinal   | Final       | Final       | Final       |
| Atleta           | Evento    | Corrida 1      | Corrida 2      | Pos.           | Corrida 1   | Corrida 2   | Pos.        | Corrida 1   | Corrida 2   | Pos.        |
| ---------------- | --------- | -------------- | -------------- | -------------- | ----------- | ----------- | ----------- | ----------- | ----------- | ----------- |
| Juliane Bray     | Feminino  | 17.8           | 15.5           | 24º            | Não avançou | Não avançou | Não avançou | Não avançou | Não avançou | Não avançou |
| Kendall Brown    | Feminino  | 11.4           | 29.5           | 16º            | 33.3        | 28.2        | 9º          | Não avançou | Não avançou | Não avançou |
| Rebecca Sinclair | Feminino  | 14.7           | 23.7           | 21º            | Não avançou | Não avançou | Não avançou | Não avançou | Não avançou | Não avançou |
| Mitchell Brown   | Masculino | 18.4           | 15.2           | 33º            | Não avançou | Não avançou | Não avançou | Não avançou | Não avançou | Não avançou |
| James Hamilton   | Masculino | 5.2            | 28.0           | 22º            | Não avançou | Não avançou | Não avançou | Não avançou | Não avançou | Não avançou |

Legenda
| Recorde mundial      | Recorde mundial (World record)               |                       | Recorde africano                      | Recorde africano (African) |                                           | Q | Classificado por posição (Qualified) |
| Recorde olímpico     | Recorde olímpico (Olympic record)            | Recorde da América    | Recorde da América (Americas)         | q                          | Classificado por melhor tempo (Qualified) |   |                                      |
| Melhor marca do ano  | Melhor marca do ano (World leading)          | Recorde asiático      | Recorde asiático (Asian)              | DNS                        | Não largou (Did not start)                |   |                                      |
| Recorde nacional     | Recorde nacional (National record)           | Recorde europeu       | Recorde europeu (European)            | DNF                        | Não terminou (Did not finish)             |   |                                      |
| Recorde pessoal      | Recorde pessoal do atleta (Personal best)    | Recorde da Oceania    | Recorde da Oceania (Oceania)          | DSQ / DQ                   | Desclassificado (Disqualified)            |   |                                      |
| Recorde da temporada | Recorde da temporada do atleta (Season best) | Recorde sul-americano | Recorde sul-americano (South America) | NM                         | Sem marca (No mark)                       |   |                                      |